# Tourville (cruzador de 1926)
O Tourville foi um cruzador pesado operado pela Marinha Nacional Francesa e a segunda e última embarcação da Classe Duquesne, depois do Duquesne. Sua construção começou em abril de 1925 no Arsenal de Lorient e foi lançado ao mar em agosto do ano seguinte, sendo comissionado na frota francesa em março de 1929. Era armado com uma bateria principal composta por oito canhões de 203 milímetros montados em quatro torres de artilharia duplas, tinha um deslocamento carregado de pouco mais de doze mil toneladas e alcançava uma velocidade máxima de 34 nós.
O Tourville começou sua carreira servindo no Mar Mediterrâneo, envolvendo-se entre 1936 e 1937 na evacuação de refugiados da Guerra Civil Espanhola. A Segunda Guerra Mundial começou em 1939 e ele operou no Oceano Atlântico em busca de navios corsários alemães até a derrota da França no ano seguinte. Foi desmilitarizado e deixado atracado em Alexandria até 1943, quando foi reativado e usado em patrulhas até o fim da guerra. Depois disso serviu na Indochina entre 1946 e 1947, sendo então tirado de serviço e mantido na reserva até ser desmontado em 1963.